# (1414) Jérôme
(1414) Jérôme es un asteroide que forma parte del cinturón de asteroides y fue descubierto por Louis Boyer el 12 de febrero de 1937 desde el observatorio de Argel-Bouzaréah, Argelia.

## Designación y nombre
Jérôme fue designado inicialmente como 1937 CE.
Más tarde, se nombró en honor del padre del descubridor.

## Características orbitales
Jérôme está situado a una distancia media del Sol de 2,784 ua, pudiendo acercarse hasta 2,337 ua. Tiene una inclinación orbital de 8,859° y una excentricidad de 0,1608. Emplea en completar una órbita alrededor del Sol 1697 días.